# Slick (band)

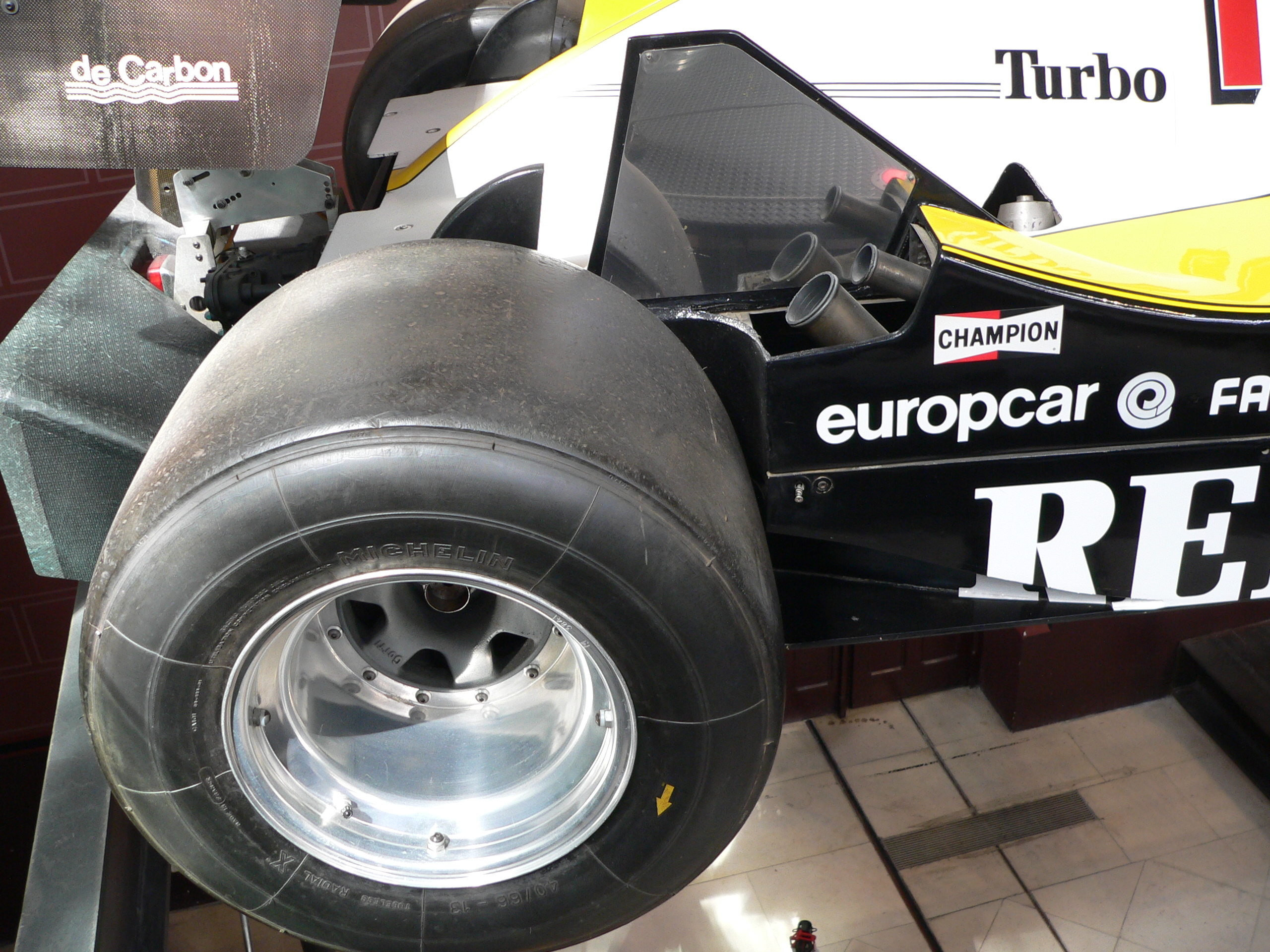
Een slick gemonteerd op een racewagen

Een slick is een profielloze band voor wedstrijden met motorfietsen en auto's. Bij mountainbikes worden ze ook gebruikt om op de weg te fietsen. Deze slicks zijn dan ongeveer te vergelijken met een gewone stadsfietsband.
Een slick kan alleen worden gebruikt tijdens droog weer, omdat er geen waterafvoer mogelijk is. In de Verenigde Staten wordt vrijwel nooit tijdens regen geracet, waardoor vrijwel altijd slicks gebruikt worden. Onder natte omstandigheden worden intermediates of regenbanden gebruikt. 
Bij motoren werden slicks voor het eerst door het bandenmerk GoodYear toegepast (Daytona 1974).
In de formule 1 was het gebruik van slicks van 1998 tot het seizoen 2008 niet toegestaan. In plaats daarvan werden semi-slicks gebruikt, waarin in de lengterichting vier groeven aangebracht zijn.
Vanaf het seizoen 2009 heeft de FIA de slicks weer toegestaan. Om onderscheid te maken tussen de verschillende compounds die de F1-coureurs tijdens een wedstrijd gebruiken, is het logo van de bandenproducent rood, geel of zilver. Voor 2011 werd dit aangegeven met een groene streep op de wang van de band. 